# Добхар-ку
Довар-ху (ирл. dobhar-chú, ирландское произношение: [ˈd̪ˠaɾˠxuː]; также ирл. dobarcu и англ. doyarchu, dhuragoo, dorraghow), также Выдровый князь, Король выдр (англ. Otter King) — выдроподобное существо из ирландской мифологии, иногда относимое к криптидам.

## Этимология
Название существа на ирландском языке буквально означает «водяная собака». Следует отметить, что в современном ирландском языке слово dobharchú означает «выдра». Современное название воды в ирландском — uisce, хотя слово dobhar тоже используется, пусть и редко. Лексема же «dobhar» является значительно более старой, и родственные ему слова встречаются в других кельтских языках (ср. валл. dwr), а также в реликтовой европейской гидронимике.
В русскоязычных источниках зачастую название записывается неправильно: как добхар-ку, что не соответствует правилам ирландско-русской практической транскрипции. В переводе книги «Звери Ирландии: Мифы, легенды, фольклор» Ниалла МакКойтира предложен следующий вариант русского названия — «дурракоу».

## Описание
В большинстве легенд оно описывается как нечто среднее между собакой и выдрой весьма крупных размеров (около трёх-четырёх метров в длину), хотя в некоторых рассказах довар-ху описывается как полусобака-полурыба. Оно якобы обитает в воде и имеет плотный мех, защищающий его. Как правило, довар-ху становится седьмой выдрёнок из помёта обыкновенной выдры, во взрослом возрасте он становится королём всех выдр, которого иногда сопровождает несколько выдр-«придворных». По представлениям ирландцев, выдры спят с открытыми глазами, в то время как довар-ху не спит никогда. По преданиям, довар-ху кровожаден и пожирает любого, кто встретится ему на пути. Окрас довар-ху белый, за исключением чёрных кончиков ушей и такого же чёрного пятан в виде креста на спине, но иногда довар-ху описывается с полностью чёрным окрасом, за исключением белого пятна на животе. Отмечается, что довар-ху очень редок, и что из-за прочности меха его можно убить только серебряной пулей, как оборотней-вервольфов. Охотник, убивший довар-ху, через день сам умирал, как и его собака. Однако шкура довар-ху оберегала дом, где она хранилась, от пожаров, а, соответственно, судно от штормов. Человека, носившего кусок шкуры довар-ху в кармане, обходили все несчастья и невзгоды. Если же довар-ху ловили живьём, то в обмен на свободу он мог выполнить любое желание.

## История
Сообщения о наблюдениях этого существа отмечались на протяжении столетий, однако практически ни одно из них не заслуживает доверия. Одно из первых свидетельств о якобы имевших место встреч с довар-ху относится к 1684 году.
На надгробной плите из песчаника площадью примерно 1,5 м² (длина — 1,10 футов или 33 см, высота — 4,6 футов или 1,4 м), расположенном на Конвельском кладбище (англ. Conwall cemetery, ирл. Congbháil) в деревне Друмань (англ. Drummans, ирл. Drumáin) на берегу озера Лох-Гленад (англ. Glenade Lough, ирл. Loch Ghleann Éada) в графстве Литрим, присутствует довольно изношенный барельеф, на котором изображено некое собакоподобное существо с длинными хвостом и шеей (предположительно довар-ху) и направленная на него рука с ножом, а также рассказ-эпитафия (также пострадавший от времени) о якобы имевшем место нападении этого существа на местную жительницу по имени Грейс, похороненную в этой могиле. Согласно эпитафии, эта история произошла в XVIII веке.
Вероятно, надгробие связано с местной легендой об убийстве довар-ху некоей женщины, будто бы произошедшем в 1722 году. Убитую звали предположительно Грейс Маклойлин (англ. Grace McGloighlin, в девичестве Конноли). Её муж, которого предположительно звали Теренс, услышал её крики, когда она стирала бельё у озера, и немедля побежал спасать его, но, когда он достиг места, то она была уже мертва, а её труп был разорван чудовищем. По другой версии, Теренс, обеспокоенный тем, что Грейс допоздна не вернулась домой, отправился на её поиски, но нашёл лишь растерзанные довар-ху останки, чудовище дремало на том, что осталось от торса женщины. Теренс убил довар-ху, вонзив ему в сердце кол (или нож), однако после этого из озера вылезло другое такое же чудовище, которое погналось за мужчиной, но после долгой и кровавой схватки человек всё-таки убил его. В одной из версий легенды подмога пришла и к Теренсу, Теренс с товарищем, однако, не могли одолеть второго довар-ху; и, будучи верхом, доехали на лошадях до каких-то руин, загнав их через дверной проём. Довар-ху бросился под ноги лошадей, пытаясь напасть на мужчин, но одному из них в этот момент всё-таки удалось убить чудовище ножом. По одной из версий легенды, довар-ху был убит, а лошадь Теренса пала в одном каменном форте в графстве Слайго, где и были захоронены. Данное событие никак не фиксировалось письменно, и дошло до наших дней исключительно благодаря устной традиции.
Также довар-ху было изображено на надгробии, предположительно Теренса Маклойлина, располагавшегося ещё в начале XX века на кладбище Киллруск (ирл. Cill Rúisc, англ. Kilroosk), также в районе Лох-Гленада. Однако данное надгробие впоследствии было разрушено пополам, и затем использовано для строительства стены. Единственный старожил, помнивший вид существа на надгробии, отмечал, что оно напоминало лошадь.
Последним известным на данный момент сообщением о нём является рассказ ирландского художника Шона Коркорана (англ. Sean Corcoran) и его жены Миранды, которые утверждали, что в 2003 году (по другим данным — в 2000 году) будто видели довар-ху в озерце на острове Омей, (Коннемара, графство Голуэй), где они проживают. Коркораны описали довар-ху как огромное существо тёмного цвета, издающее далеко расходящийся визг, способное быстро плавать и имеющее плавники оранжевого цвета, похожие на ноги.
Вполне вероятно, что легенды о довар-ху появились из-за выдр, имеющих в своём окрасе белые пятна, которые и в самом деле обитают в ирландских реках.

## Аналоги у других народов
Легенды об аналогичных существах были зафиксированы на шотландском острове Скай. В шотландских сказках и преданиях присутствует такой персонаж, как Король выдр, который также обладает шкурой, защищающей судно от потопления и делавшего обладателя неуязвимым. Короля выдр можно убить лишь попав пулей в точку под подбородком, а если его ловили живьём, то он также исполнял любое желание в обмен на свободу.